# Theologisches Seminar Buckow

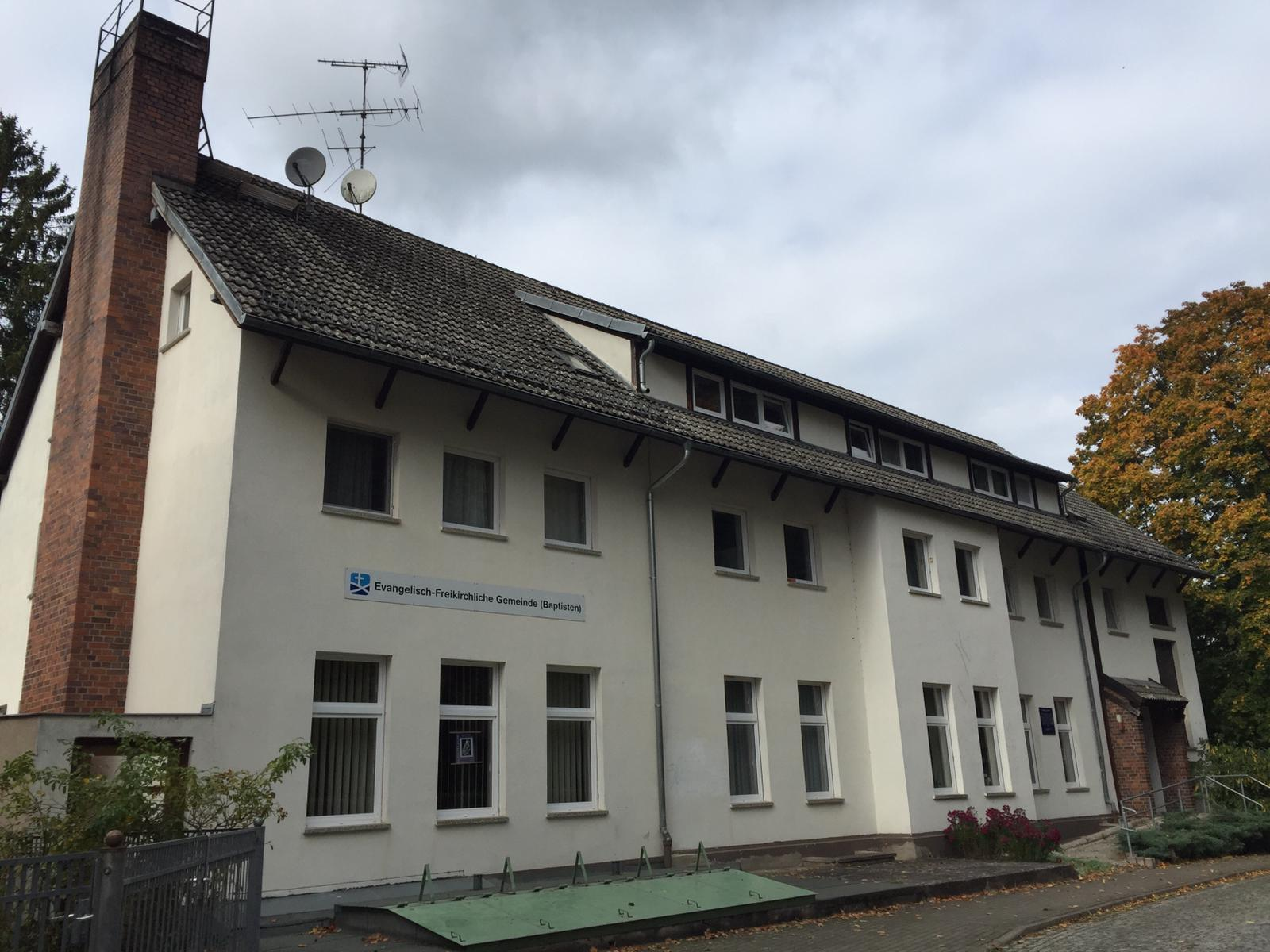
Ehemaliges Seminargebäude; heute Gemeindezentrum der Evangelisch-Freikirchlichen Gemeinde (Baptisten) Buckow

Das Theologische Seminar Buckow war in der Zeit von 1959 bis 1991 die Ausbildungsstätte für Pastoren des Bundes Evangelisch-Freikirchlicher Gemeinden in der DDR. Standort des Seminars war die in der Märkischen Schweiz gelegene Stadt Buckow. Vor der Gründung des Buckower Seminars und nach seiner Schließung diente das Theologische Seminar in Hamburg-Horn (seit 1997: Elstal) der Ausbildung der ostdeutschen Baptistenpastoren.

## Geschichte

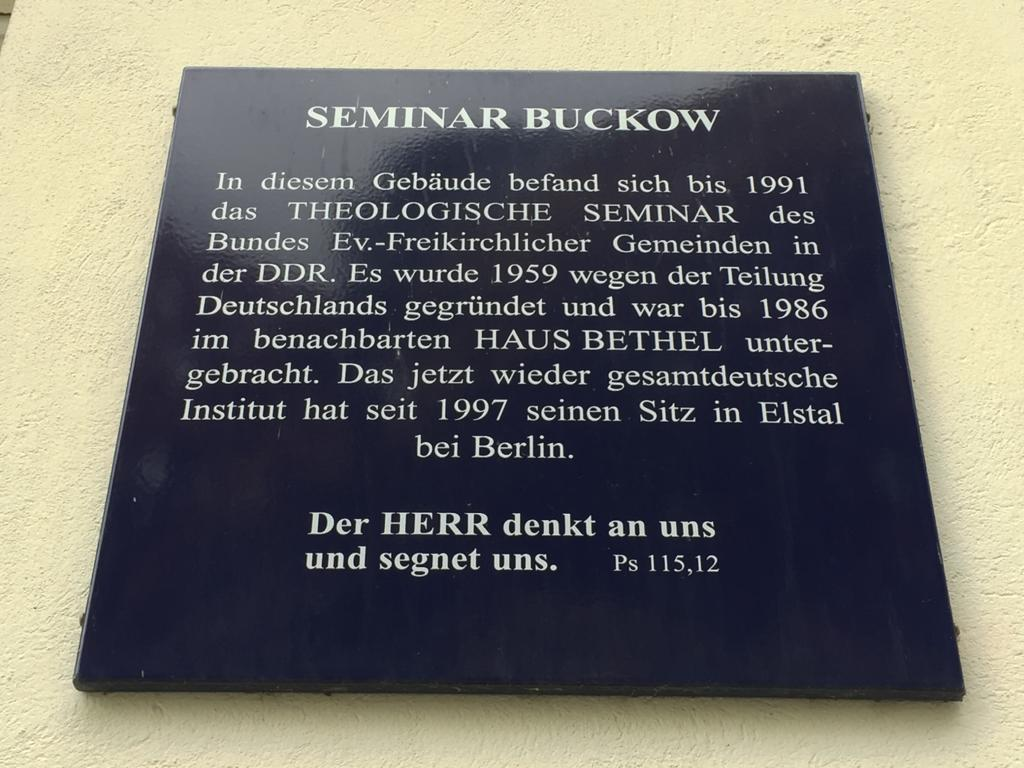
Gedenktafel am ehemaligen Seminargebäude

Die Gründung eines eigenen Theologischen Seminars für die Ausbildung von evangelisch-freikirchlichen Pastoren im Bereich der ehemaligen DDR wurde 1951 zum ersten Mal erwogen. In einem Sitzungsprotokoll der sogenannten Bundesleitung-Ost des BEFG findet sich der Vermerk, dass eine nicht näher bezeichnete „Regierungsstelle“ angeregt habe, „eine eigene Ausbildungsstätte für Prediger im Gebiet der DDR ins Leben zu rufen“. Die Anregung fand offensichtlich ein positives Echo, denn kurze Zeit später wurde eine Seminarabteilung gebildet und ein zukünftiges Dozentenkollegium berufen. Mitte Januar 1953 konnte in einem Rundbrief der Bundesleitung von einem erfolgreichen Verhandlungsabschluss über den Erwerb eines Grundstücks nebst Gebäude im Raum Leipzig berichtet werden. Der Beginn des Studienbetriebes wurde für den 4. September 1953 festgelegt. Es kam jedoch anders. Im Sommer 1953 bot die Bundesleitung-West den Verantwortlichen in Ostdeutschland an, die Ausbildung der für ein Theologiestudium in Leipzig aufgenommenen Seminaristen zu übernehmen. Die Erleichterungen im damaligen Interzonenverkehr gehörten mit zu den Gründen, dieses Angebot anzunehmen und „vorläufig von der Errichtung eines Seminars in Leipzig abzusehen“. Otto Nuschke, damals Stellvertretender Ministerpräsident der DDR, teilte der Freikirche am 21. Juli 1953  mit, dass der befristeten Übersiedlung der baptistischen Theologiestudenten nach Westdeutschland nichts im Wege stünde. Auch ihre Rückkehr nach Abschluss der Studien würde garantiert.
1958 wurde einigen Studienanfängern durch die zuständigen DDR-Behörden ohne Angabe von Gründen die Ausreise verweigert. Anfang September desselben Jahres teilte eine Dienststelle des Staatssekretärs für Kirchenfragen der DDR dem Vorsitzenden des BEFG-Ost mit, dass eine Fortsetzung der bisherigen Praxis nicht möglich sei. Mit Beendigung des Studienjahres 1958/59 sollten alle ostdeutschen Seminaristen in die DDR zurückkehren. Aufgrund dieser neuen Lage versuchte man, an den alten Plan, ein eigenes Seminar zu errichten, anzuknüpfen. Zunächst wurde der Standort Berlin-Weißensee ins Auge gefasst. Hier besaß die lokale Baptistengemeinde an der Friesickestraße 15 ein geräumiges Gemeindezentrum, das sich zur Mitnutzung anbot. Die behördliche Genehmigung wurde allerdings mit dem Hinweis auf die allgemeine politische Lage nicht erteilt. Auch für den ursprünglich angedachten Standort Leipzig wurde „wegen der Überbevölkerung der Stadt“ kein Erlaubnis erteilt. Die DDR-Behörden verwiesen auf das im Besitz des baptistischen Diakonissenhauses Bethel (Berlin-Dahlem) befindliche Schwesternerholungsheim Buckow als mögliches Seminargebäude. Noch am 9. September 1959, also gut einen Monat vor dem geplanten Studienbeginn, war die Standortfrage ungeklärt. In einem Schreiben der Bundesleitung-Ost an die künftigen Studenten heißt es, dass „der Unterricht am 14. Oktober entweder in Leipzig oder vorübergehend in unserem Bethel-Heim in Buckow (Märk. Schweiz)“ aufgenommen werden soll. Am 14. Oktober 1959 fand dann in Buckow der Eröffnungsgottesdienst der neuen theologischen Ausbildungsstätte statt. Acht Seminaristen, die von zunächst zwei vollzeitlichen Dozenten unterrichtet werden sollten, bezogen das Diakonissenheim und teilten sich mit Ruhestandsschwestern den knappen Wohnraum. Dieser Zustand währte 27 Jahre.
Am 17. Dezember 1979 konnte nach langwierigen Verhandlungen mit den Behörden das in der Nachbarschaft des Bethel-Heimes gelegene Haus Rehoboth (Neue Promenade 34) als neues Seminargebäude erworben werden. Es war bislang von der Gossner-Mission als Rüstzeitheim genutzt worden. Für den Um- und Ausbau waren erheblich Auflagen zu beachten, da der Bau nicht im sogenannten Staatsplan vorgesehen war. So waren zum Beispiel die Ausführungen nur als Eigenleistung möglich, Baufirmen durften nicht beauftragt werden. Die notwendigen Baumaterialien waren aus dem „Bevölkerungsbedarf“ zu beschaffen, wurden also nicht besonders zugeteilt. Aufgrund dieser Bedingungen dauerten die Baumaßnahmen, die im November 1979 begannen, fast sieben Jahre. Am 8. September 1986 konnte dann schließlich das neue und bis 1991 genutzte Seminargebäude mit einem festlichen Gottesdienst eingeweiht werden. Eine 2006 dort angebrachte Gedenktafel erinnert an die ehemalige Ausbildungsstätte der ostdeutschen Baptistenpastoren, die heute der Evangelisch-Freikirchlichen Gemeinde Buckow als diakonisches Zentrum dient.

## Bedeutung des Buckower Seminars
Trotz seiner geringen (übrigens behördlich auf 16 Studierende begrenzten) Studentenzahl, war das Theologische Seminar Buckow – so Stefan Stiegler – „weltbekannt, zumindest in der baptistischen Welt“. Obwohl viele baptistische Unionen der ehemaligen Ostblockstaaten erheblich größer waren, verfügte keine von ihnen über eine vergleichbare Ausbildungsstätte des theologischen Nachwuchses. In Buckow studierten von daher nicht nur ostdeutsche Pastorenanwärter, sondern auch solche aus der UdSSR, der CSSR und der Volksrepublik Ungarn. Im Laufe der Jahre entwickelte sich das Seminar zu einer wichtigen Nahtstelle zwischen Ost und West: „Die Dozenten trafen sich regelmäßig, Studenten gingen Partnerschaften ein, sie trafen sich jahrgangsweise in Ostberlin, Bücher schleuste man auf allerlei Wegen über die Grenze.“
Innerhalb des gesamtdeutschen Baptismus vertrat die Buckower Ausbildungsstätte durchaus eigenständige theologische Positionen. So formulierte sie zum Beispiel 1978 im Zusammenhang der Arbeit an einem gemeinsamen Glaubensbekenntnis, der sogenannten Rechenschaft vom Glauben, ein eigenständiges Verständnis von der Taufe. Dies führte dazu, dass die DDR-Ausgabe der Rechenschaft sich durch einen „nichtsakramentalen Text im Taufartikel“ von der BRD-Ausgabe unterschied. Auch in der Frage der Aufnahme weiblicher Theologiestudenten war das Seminar Buckow dem Seminar in Hamburg voraus. Zum Wintersemester 1969 wurde in Buckow die erste Studentin zum Theologiestudium zugelassen. Von der Bundesleitung beschlossene Richtlinien für die Ausbildung und Anstellung von theologischen Mitarbeiterinnen innerhalb des evangelisch-freikirchlichen Gemeindebundes der DDR erschienen allerdings erst 1977.

## Studium
Als Studienziel formulierte das Dozentenkollegium des Buckower Seminars im Sommer 1979 die Ausbildung des „missionarisch orientierten Gemeindepastors“. Neben dem theologischen Fachwissen sollte die Schule deshalb auch soziale Kompetenz vermitteln und zur praxis pietatis anleiten. Voraussetzung zur Aufnahme ins Seminar waren neben dem Abschluss einer Schul- und Berufsausbildung unter anderem auch Bibelkenntnis, Erfahrungen im Verkündigungsdienst, Bewährung im Beruf, „Wissen um einen Ruf Gottes“ sowie die Empfehlung durch die Heimatgemeinde des Bewerbers. Das Studium war auf acht Semester (vier Jahre) angelegt. In den unterrichtsfreien Zeiten fanden verschiedene Praktika statt. Neben einem Gemeindepraktikum an der Seite eines erfahrenen Pastors gehörten auch ein diakonisches und ein missionarisches Praktikum zum Ausbildungsgang am Buckower Seminar.
Neben den traditionellen theologischen Studienfächern (Altes und Neues Testament, Systematische Theologie, Kirchengeschichte, Praktische Theologie) und den biblischen Sprachen (Hebräisch, Altgriechisch) wurden auch eine Reihe von ergänzenden Kursen angeboten. Dazu gehörten unter anderem Englisch, Deutsch, Musik, Gesang, Sprechtechnik und Lebensgestaltung.

## Bekannte Lehrer und Studenten (Auswahl)

### Dozenten
- Jörg Swoboda (Kirchenliederdichter), Dozent für Evangelistik, Kirchengeschichte und Neutestamentliches Griechisch; Rektor 1989–1991
- Adolf Pohl, Dozent für Neues Testament und Dogmatik; Studienleiter 1959–1964; Rektor 1965–1970
- Klaus Fuhrmann, Dozent für Praktische Theologie, u. a., von 1965-1991, Rektor 1970-1989[14]
- Christian Wolf, Dozent für Altes Testament, Hebräisch, Ethik ab 1969[14]

### Studenten
- Stefan Stiegler (* 1954), Seminarist von 1975 bis 1979
- Rolf Dammann (* 1924; † 2014), von 1969 bis 1989 Generalsekretär des Bundes Evangelisch-Freikirchlicher Gemeinden in der DDR